# 1341

## Události
- výzva papeže Benedikta XII. českým pánům, aby dali k dispozici svá vězení pro zatčené valdenské – jindřichohradecké a landštejnské žaláře nestačily

- Vypukla občanská válka v Byzanci mezi Janem VI. Kantakuzenem a regenty nad nedospělým následníkem Janem V. Palaiologem.
- Začala bretaňská válka o následnictví, spor o vládu nad Bretaňským vévodstvím.
- Markéta Pyskatá, hraběnka tyrolská, vyhnala svého manžela, Jana Jindřicha, za nějž byla provdána jako dítě. Následně se vdala za Ludvíka Branibořana, aniž by byla provedena anulace předchozího manželství, což vedlo k exkomunikaci novomanželského páru.
- Saluzzo bylo vypleněno silami Manfreda V. ze Saluzza.
- Kazimír III. Veliký nechal vybudovat zděný hrad v Lublinu a ohradil město kolem dokola hradbami.
- Byla založena Královnina kolej, ustavující kolej Oxfordské univerzity.
- Petrarca byl v Římě ověnčen vavřínem pro básníky, stal se tak prvním mužem od starověku, kterému byla tato pocta udělena.
- Čínský básník Zhang Xian napsal Iron Cannon Affair o destruktivním použití síly střelného prachu a děla.
- Dillíský sultán si vybral Ibn Battutu za vůdce diplomatické mise na jüanský dvůr do Číny.
- Velká povodeň na řece Periyar v dnešním indickém státě Kérala, která vedla ke změně toku řeky, uzavření pattanamského (muziriského) přístavu, otevření přístavu v Kóčinu, ponoření několika ostrovů a vytvoření několika nových ostrovů.

### Probíhající události
- 1337–1453 – Stoletá válka
- 1341–1365 – Válka o bretaňské dědictví

## Narození
- 4. ledna – Wat Tyler, vůdce selského povstání v Anglii († 15. června 1381)
- 5. června – Edmund z Langley, syn krále Eduarda III. († 1402)
- 1. září – Fridrich III. Prostý, sicilský král († 1377)
- 10. listopadu – Henry Percy, 1. hrabě z Northumberlandu, anglický státník († 1408)
- Bona Bourbonská, hraběnka savojská († 1402)
- Heřman II., hesenský lankrabě († 1413)
- Čchu Ju, čínský romanopisec († 1427)

## Úmrtí
- 22. ledna – Ludvík I. Bourbonský, hrabě z Clermont-en-Beauvaisis a z La Marche a první vévoda bourbonský (* 1279)
- 2. března – Markéta Dánská, švédská královna jako manželka Birgera Magnussona (* 1277)
- 31. března – Ivan I. Kalita, kníže moskevský a vladimirský z dynastie Rurikovců (* 1288)
- 8. dubna – Nanker z Oxy, krakovský a vratislavský biskup a niský kníže (* mezi 1265 a 1270)
- 30. dubna – Jan III. Bretaňský, bretaňský vévoda (* 1286)
- 15. června – Andronikos III., byzantský císař (* 1296)
- 19. června – Juliana Falconieri, svatá z Itálie (* 1270)
- 11. července – Markéta Lucemburská, bavorská vévodkyně (* 8. července 1313)
- 9. srpna – Eleonora z Anjou, královna sicilská jako manželka Fridricha II. (* 1289)
- 28. srpna – Lev IV., arménský král (zavražděn) (* 1309)
- 4. prosince – Janisław I., arcibiskup hnězdenský (* ?)
- Gediminas, velkokníže litevský (* 1275)
- Uzbeg Chán, chán Zlaté Hordy (* 1282)
- Al-Nasr Muhammad, sultán egyptský (* 1295)
- Niccolò I. Sanudo, pátý vévoda z Naxu († 1341)

## Hlava státu
- České království – Jan Lucemburský
- Moravské markrabství – Karel IV.
- Svatá říše římská – Ludvík IV. Bavor
- Papež – Benedikt XII.
- Švédské království – Magnus IV. Švédský
- Norské království – Magnus VII. Eriksson
- Dánské království – Valdemar IV. Atterdag
- Anglické království – Eduard III.
- Francouzské království – Filip VI. Valois
- Aragonské království – Pedro IV.
- Kastilské království – Alfons XI. Spravedlivý
- Portugalské království – Alfons IV. Statečný
- Polské království – Kazimír III. Veliký
- Uherské království – Karel I. Robert
- Byzantská říše – Andronikos III. Palaiologos – Jan V. Palaiologos a Jan VI. Kantakuzenos (regent)